# Campionati canadesi di ski cross 2016
I Campionati canadesi di ski cross 2016 si sono svolti a Smithers il 19 marzo. Il programma ha incluso sia la gara femminile che la gara maschile. 
Trattandosi di competizioni valide anche ai fini del punteggio FIS, vi hanno partecipato anche sciatori di altre federazioni, senza che questo consentisse loro di concorrere al titolo nazionale canadese.

## Risultati

### Uomini
| Pos. | Atleta                | Nazione |
| ---- | --------------------- | ------- |
| 1    | Christopher Del Bosco | Canada  |
| 2    | Tristan Tafel         | Canada  |
| 3    | Kristofor Mahler      | Canada  |
| 4    | Zach Belczyk          | Canada  |

### Donne
| Pos. | Atleta            | Nazione     |
| ---- | ----------------- | ----------- |
| 1    | Marielle Thompson | Canada      |
| 2    | Kelsey Serwa      | Canada      |
| 3    | Tania Prumak      | Stati Uniti |
| 4    | Tiana Gairns      | Canada      |